# Rivière Narsarusiq
La rivière Narsarusiq est un affluent de la rivière Foucault dont les eaux se déversent successivement dans le fjord de Salluit, puis dans le détroit d'Hudson. La rivière Narsarusiq coule dans le territoire non organisé de la baie-d'Hudson, dans la région du Nunavik, dans la région administrative du Nord-du-Québec, au Québec, au Canada.

## Géographie
La rivière Narsarusiq constitue le second affluent le plus important de rivière Foucault ; la rivière Gatin étant l'affluent le plus important. 
Les bassins versants voisins de la rivière Narsarusiq sont :
- côté nord : rivière Guichaud, fjord de Salluit, détroit d'Hudson ;
- côté est : rivière Foucault, rivière Gatin ;
- côté sud : rivière Kovik ;
- côté ouest : rivière Umiruup.

La tête de la rivière Narsarusiq comporte deux branches principales :
- celle du nord (11,6 km) : un petit lac de tête sans nom (altitude : 433 m) est situé à la limite Est du bassin versant de la rivière Umiruup dont un sommet atteint 457 m. À partir du petit lac de tête, le courant coule sur 4,4 km vers le nord, le nord-est, puis le sud-est jusqu'à la rive nord d'un lac sans nom (longueur : 1,9 km ; altitude : 350 m) que le courant traverse sur 1,3 km vers le sud. Puis le courant coule sur 5,9 km vers le sud, vers l'est, puis vers le nord-est jusqu'à la confluence des deux embranchements de tête.
- celle du sud : le lac Narsarusiup Tasinga (altitude : 334 m) constitue le plan d'eau principal de l'embranchement sud. Il est situé à 11,8 km au nord-ouest du lac Vanasse. Le lac Narsarusiup Tasinga reçoit les eaux de trois décharges principales : l'une venant du nord, la deuxième venant de l'est et la troisième venant du sud. Cette dernière décharge étant plus importante, car elle draine 17 petits lacs ; et le courant venant de cette décharge traverse le lac Narsarusiup Tasinga sur 3,4 km vers le nord. Parmi trois sous-embranchements de cette dernière décharge, un petit lac de tête (venant du sud-est) coule sur 11,1 km jusqu'à la rive sud du lac Narsarusiup Tasinga.

À partir l'embouchure du lac Narsarusiup Tasinga situé du côté nord, la rivière coule vers le nord-ouest sur 5,7 km jusqu'à la décharge d'une petite rivière (longueur : 8,0 km) venant du sud drainant un petit lac sans nom (altitude : 350 m). Puis le courant descend sur un autre segment de 1,9 km jusqu'à la confluence des deux embranchements de tête de la rivière Narsarusiq.
Cours de la rivière à partir de la confluence
À partir de la confluence (altitude : 173 m) de ces deux embranchements de tête, la rivière Narsarusiq coule sur 15,6 km vers le nord-est en recueillant les eaux de sept affluents sur sa rive gauche et neuf de la rive droite. La vallée de la rivière Narsarusiq est située entre deux séries de montagnes dont les sommets près de l'embouchure atteignent 448 m du côté nord et 442 m du côté sud.
L'embouchure de la rivière Narsarusiq se déverse dans la rivière Foucault, à la hauteur de la Pointe Ulittaniup Isua. Entre La zone de l'embouchure de la rivière Narsarusiq et en remontant jusqu'à la chute Qurlutuq, soit environ sur 10,8 km, la rivière Foucault comporte des haut-eaux fonds sablonneux. L'embouchure de la rivière Narsarusiq se déverse à 8,0 km en amont de l'embouchure de la rivière Foucault et à 18,3 km en aval de l'embouchure de la rivière Gatin.
La surface de la rivière Narsarusiq est généralement gelée onze mois par an. Le pergélisol affecte le territoire tout autour.

## Toponymie
Le toponyme "rivière Narsarusiq" a été officialisé le 29 mars 1996 par la Commission de toponymie du Québec.